# Итигэлов, Даши-Доржо
Панди́то Хамбо́-ла́ма XII Даши́-Доржо́ Итигэ́лов (бур. Этигэлэй Дашадоржо) (13 мая 1852 — 15 июня 1927) — бурятский религиозный деятель, глава буддистов Восточной Сибири в 1911—1917 годах.
Один из выдающихся буддийских подвижников.

## Биография[2]

### Происхождение, детство и юность
Согласно существующим источникам, Даши-Доржо Итигэлов родился в 1852 году в местности Улзы Добо (недалеко от современного улуса Оронгой Иволгинского района Республики Бурятия). Рано лишившись родителей, около пяти лет пас овец в местности Ошор Булак у Ринчина и Надмит Батобазаровых. С детства отличался целеустремлённым и независимым характером. В 15 лет дошёл до Анинского дацана (на территории современного Хоринского района), что в трёхстах километрах от его родных мест, где в течение 23 лет постигал буддийское учение.

### Образование
Со второй половины 1880-х годов население Иркутского и Приамурского генерал-губернаторств привлекалось к всеобщей воинской повинности ограниченно. Но, поскольку Итигэлов был выходцем из казачьего сословия, он должен был нести воинскую повинность. Поэтому Хойто-ламахай Анинского дацана попросил жителей Ойбонта вносить за Итигэлова в государственную казну плату за освобождение от военной службы. Плата вносилась более 15 лет, и Итигэлов смог продолжить своё образование.
Постигая учение Будды, он успешно защитил звание гэбши, затем габжи. В последующие годы совершенствовал полученные знания в Цугольском и Тамчинском дацанах, получая фундаментальные знания по тибетской медицине.
В 1898 году вернулся на родину, в Янгажинский дацан, где был зачислен в штатные ламы и начал преподавать буддийскую философию (чойра), одновременно исполняя обязанности гэсхы-ламы Цогчен-дугана (соборного храма).

### Русско-японская и Первая мировая войны
В 1904 году Итигэлов стал шэрээтэ (настоятелем) Янгажинского дацана. Были возведены дуганы Чойра и Дэважин в целях совершения добродетели воинов, погибших во время русско-японской войны, особенно воинов-милостынедателей Янгажинского дацана. Итигэлов пожертвовал на строительство всё своё состояние — около 15 тысяч рублей. Положив начало строительству и явив пример, он собрал значительную сумму в виде пожертвований среди населения. Он приложил также большие усилия для просветительской и лечебной деятельности среди верующих и мирян.
Весной 1911 года в Тамчинском дацане из числа десяти претендентов Итигэлов был избран двенадцатым Пандито Хамбо-ламой буддистов Восточной Сибири.
После начала Первой мировой войны по инициативе Пандито Хамбо-ламы в Верхнеудинске было создано «Общебурятское общество», куда вошли 120 духовных и светских лиц. Общество собрало для помощи фронту 130 тысяч рублей, а также продукты питания, обмундирование, медицинские принадлежности, и постановило оборудовать в прифронтовой полосе лазарет на 30 тысяч рублей. В 1915 году Итигэлов, посетив все дацаны, организовал сбор средств. На собранные деньги были приобретены товары повседневной потребности и отправлены к Пасхе на действующий фронт и в госпитали. Кроме того, в прифронтовые госпитали были направлены эмчи-ламы (ламы, практикующие тибетскую медицину) во главе с Кенсуром (предыдущим Хамбо-ламой) Чойнзоном Иролтуевым.
В 1915 году Итигэлов был награждён высшей государственной наградой Монголии — Орденом Драгоценного жезла. В 1916 году за особые труды и заслуги по оказанию помощи лицам, призванным на войну, а также семьям раненых и павших, награждён российским орденом Святой Анны II степени.
В июле 1917 года на проходящем в Тамчинском дацане II Общебурятском съезде Итигэлов был избран его председателем. Вскоре после съезда, в связи с болезнью, Итигэлов сложил с себя полномочия Пандито Хамбо-ламы и в сентябре 1917 года вернулся в Янгажинский дацан.

### После 1920 года
Однажды на дороге Даши-Доржо Итигэлов встретился с возвращающимся из Монголии Агваном Доржиевым, очевидно вскоре после монгольской революции 1921 года. По легенде, Итигэлов сказал Доржиеву: «Зря Вы сюда вернулись. Лучше бы Вы остались за границей. Скоро начнутся аресты лам. Попадёте к ним в руки — в живых они Вас не оставят». Агван Доржиев, стремившийся к диалогу с советской властью, в ответ спросил: «Почему не уезжаете сами?». Итигэлов ответил: «Меня они не успеют взять».

### Последние дни
По легенде, 15 июня 1927 года Итигэлов сел в позу лотоса, собрал учеников и дал им наставление: «Вы навестите и посмотрите моё тело через 75 лет». Затем попросил их читать ради него «hуга Намши» — специальную молитву-благопожелание для умершего. Ученики не осмелились произнести её в присутствии живого учителя. Тогда Хамбо-лама начал сам читать эту молитву; постепенно и ученики подхватили её. Так, находясь в состоянии медитации Тукдам, Даши-Доржо Итигэлов, согласно буддийскому учению, ушёл в нирвану.
Он был похоронен в кедровом кубе в том же положении (в позе лотоса), в котором находился в момент ухода.

## Литературное творчество
Даши-Доржо Итигэлов был практиком высочайшего уровня. На основе сочинения Богдо Зонхавы «Дэмбэрэл Додба» он сделал всесторонний и качественный анализ Пустотности и достиг прямого постижения Пустоты — Великой реальности всех явлений. Он также создал фундаментальный труд по тибетской фармакологии «Жор». С 38 лет и до конца жизни по просьбе лам он написал более пятидесяти книг по буддизму.

## Обретение нетленного тела
Согласно завещанию, в 1955 году группа лам во главе с XVII Пандито Хамбо-ламой Лубсан-Нимой Дармаевым тайно от властей подняла саркофаг в местности Хухэ-Зурхэн (в переводе с бур. Голубое сердце) с телом Хамбо-ламы Итигэлова. Убедившись в неизменности его состояния, ламы провели необходимые обряды, сменили одежду и вновь поместили в бумхан.
В 1973 году XIX Пандито Хамбо-лама Жамбал-Доржи Гомбоев с ламами также осмотрели Хамбо-ламу Итигэлова и убедились в сохранности тела.
7 сентября 2002 года восьмидесятилетний Амгалан Дабаевич Дабаев, житель улуса Гильбира, указал XXIV Пандито Хамбо-ламе Дамбе Аюшееву местонахождение Хамбо-ламы Итигэлова в местности Хухэ-Зурхэн. 10 сентября Хамбо-лама Дамба Аюшеев с группой лам и светских лиц подняли саркофаг с Хамбо-ламой Итигэловым и, выполнив необходимые ритуальные действия, перенесли его тело в Иволгинский дацан.
31 октября 2008 года был проведён обряд освящения Благословенного Дворца Хамбо-ламы Итигэлова. Нетленное тело Учителя было торжественно препровождено в храм.

## Научное изучение тела ламы
Феномен нетленного тела Пандито Хамбо-ламы XII позволили изучить учёным.

По разрешению высших буддийских властей Бурятии нам предоставили примерно 2 мг образцов — это волосы, частицы кожи, срезы двух ногтей. Инфракрасная спектрофотометрия показала, что белковые фракции имеют прижизненные характеристики — для сравнения мы брали аналогичные образцы у наших сотрудников.
… трупного запаха ни при вскрытии саркофага, ни сейчас нет.
— Виктор Звягин, зав. отд. идентификации личности Российского центра судмедэкспертизы
Виктор Звягин, заслуженный врач РФ, профессор, в ответ на прямой вопрос корреспондента: «Можно сказать, что лама жив?» ответил: «Нет. Температура тела ниже 20 градусов — абсолютный признак смерти». (Россия, N28, 14.07.2005, с. 11).
Анализ кожи Итигэлова, проведенный в 2004 году, показал, что концентрация брома в теле ламы превышает норму в 40 раз.
При эксгумации обнаружилось, что саркофаг Итигэлова был заполнен солью, которая «местами нанесла вред его коже — высушила» (по словам доктора Звягина, до 1973 года соли в саркофаге не было). Этим, в частности, возможно объяснить феномен колебания веса тела (в пределах 100 г) в дни массовых посещений. Высушенные ткани или соль могут сорбировать пары воды, увеличивая вес тела в эти дни (несколько раз в году). После дней посещения избыточная влага испаряется с поверхности тела, напоминая пот. В первые несколько лет после открытия саркофага тело набирало вес до 2 кг ежегодно. За 6 лет вес увеличился на 5—10 кг и составил 41 кг.
С января 2005 года любые медицинские и биологические исследования тела Итигэлова были приостановлены по распоряжению Хамбо-ламы Дамбы Аюшеева.

## Память
Янжима Васильева, чей дед был племянником старшей сестры ламы, в 2002 году создала информационный центр «Вместе с Итигэловым», а в 2004-м — Институт Итигэлова. В апреле 2013 года этот институт посетил президент России В. В. Путин, который, по сообщениям СМИ, «дважды в духовном уединении общался с Нетленным».
В 2005 году в местности Улзы Добоо близ улуса Оронгой, где родился Итигэлов, был обнаружен источник целебной воды (аршан) и возведён субурган, посвящённый XII Пандито Хамбо-ламе. Буддийский комплекс «Улзыта Аршан» ныне является центром паломничества верующих.

## Уточнения
1. ↑  Встречаются написания фамилии Этигэлов, Итегелов, Итыгилов